# Warlords: Battlecry 3
Warlords: Battlecry 3 ist ein Echtzeit-Strategiespiel der australischen Entwicklungsfirma Infinite Interactive, das am 17. Mai 2004 in Europa und den USA für Windows erschienen ist. Es wird von Enlight Software und von Vidis verlegt. Es ist der dritte Teil der Warlords-Battlecry-Reihe und die Fortsetzung zu Warlords: Battlecry 2.

## Handlung
Das Spiel beginnt mit der Landung auf der Zerbrochenen Insel, wo die Fraktion des Spielers unermessliche Reichtümer vermutet. Die Insel wird jedoch von einer echsenähnlichen, humanoiden Spezies bewohnt, der Ssrathi. Um sich der regelmäßigen Plünderungen endgültig zu erwehren, beschwören sie einen uralten Dämon. Der Spieler erkundet die Zerbrochene Insel und erfährt von der Befreiung des Dämons. Durch verschiedene andere Missionen erfährt er genauere Details über sein Wesen und wo er sich befindet. Schließlich übernimmt der Spieler seine Verfolgung auf.

## Spielwelt
Die Spielwelt Etheria wird in 2D und 3D dargestellt. Die Spielwelt umfasst unter anderem Wüsten, Schnee und Wald-Landschaften. Ebenso existiert ein Wettersystem, das jedoch keinen Einfluss auf das Spielgeschehen hat. Der Spieler reist auf einer 2D Karte von Ort zu Ort, wobei er auf dem Weg jederzeit in einen Hinterhalt geraten kann. Direkte Reisen über die gesamte Karte sind nicht möglich, es müssen Zwischenziele angewählt werden. Die Schlachtfelddarstellung erfolgt in 3D. Neben Gegnern werden die Missionskarten auch von harmlosen Tieren etwa Vögel o. ä. bevölkert. Diese können ebenfalls getötet werden und von bestimmten Einheiten verzehrt werden, um deren Lebenspunkte wiederaufzufüllen.

## Spielmechanik
Man hat die Auswahl aus 16 verschiedenen Rassen und 28 unterschiedlichen Klassen. Mögliche Rassen sind z. B. Menschen, Orks, Elfen, Minotauren. Jede Fraktion hat spezifische Gebäude, Einheiten und Fähigkeiten. Die Klassen bestimmen den Helden, den Spieleravatar. Der Held hat vier Attribute:
- Stärke: Bestimmt etwa den Schaden den der Held verursacht oder die Höhe der eigenen Lebenspunkte.
- Geschicklichkeit: Bestimmt etwa die Laufgeschwindigkeit oder die Umwandlungszeit von Gebäuden.
- Intelligenz: Bestimmt vor allem die Höhe des eigenen Manas und die Regenerationsfähigkeit dessen.
- Charisma: Bestimmt etwa wie viele Einheiten man vor der Schlacht zusätzlich rekrutieren kann.

Durch den Sieg in einer Schlacht, das Lösen von Quests oder das Töten von Gegnern erhöht sich das Level des Helden und die Attribute können gesteigert werden. Der Held kann sich mit besseren Ausrüstungsgegenständen wie Rüstungen, Waffen oder Ringen ausrüsten. Diese geben spezielle Boni, etwa erhöhten Schaden. Sie können entweder mit der Spielwährung „Kronen“ gekauft oder durch das Töten von anderen Helden als Beute gewonnen werden. Der Held selbst ist bei jeder Schlacht mit auf dem Schlachtfeld und kann aktiv in das Geschehen eingreifen. Stirbt der Held, ist die Schlacht nicht verloren, sondern verläuft normal weiter. Bei der nächsten Schlacht ist der Held wieder anwesend. Jede Rasse, die an einer Schlacht teilnimmt, besitzt ebenfalls einen Helden, der auf dem Schlachtfeld präsent ist. Es können auf dem Schlachtfeld mehrere Stämme eine Rasse mit je einem eigenen Held vorhanden sein. Gibt ein Stamm auf bzw. wird er vernichtet, kämpfen die anderen weiter.
Der Spieler kann wählen, mit welcher Rasse er ein Schlachtfeld betritt. Die Auswahl wird dadurch bestimmt, welche Rasse er überzeugen konnte, mit ihm zu kämpfen. Nachdem er die Schlacht ausgewählt hat, wählt er die Einheiten aus, die er mitnehmen möchte. Diese kosten eine bestimmte Anzahl an Punkten, die etwa durch den Einsatz von Kronen erhöht werden kann. Über das Spiel verteilt können Einheiten, die besonders viele Gegner getötet haben oder die besonders selten sind, in andere Schlachten mitgenommen werden. Dies kostet ebenfalls Punkte. Wird die Einheit in einer Schlacht vernichtet, so ist sie für den Spieler unwiederbringbar verloren. Es ist jedoch möglich, auf mehrere Exemplare dieser Einheit zu stoßen, die dann wieder rekrutiert werden können.
In den Schlachten sammelt der Spieler über Minen vier Ressourcen: Gold, Metall, Stein und Kristall. Er kann Arbeiter in die Minen schicken, damit die jeweilige Mine die Ressource schneller abbaut. Mit diesen Ressourcen können weitere Gebäude gebaut und Einheiten ausgebildet werden. Auf dem Schlachtfeld sind häufig Schreine und Mausoleen zu finden. Diese bieten während dieser Mission zusätzliche Aufgaben (Nebenquests), für die der Spieler Belohnungen erhält, etwa das Töten eines gegnerischen Helden im Gegenzug für eine bestimmte Menge Kristall. Diese Aufgaben sind zufallsgeneriert. Ist die Aufgabe beendet oder gescheitert, erscheint nach kurzer Zeit eine neue Aufgabe.

## Quelltextveröffentlichung
Am 24. Mai 2006 wurde der Warlords Battlecry III Quelltext veröffentlicht. Spielgemeinde-Mitglieder, welche einen NDA unterzeichneten, wurden zu Distributoren, welche den Quelltext weiterverteilen durften. Die Quelltextveröffentlichung resultierte in einigen Fan-Patches/Mods, welche wiederum zur Basis einiger Digitale Distribution Wiederveröffentlichungen wurden, z. B. 2009 auf gog.com.

## Rezeption
Auf Metacritic lag die Durchschnittsbewertung bei 73 von 100.
Die PC Games vergab eine Wertung von 70 %.
Die Seite 4Players lobte die „wunderschöne“ Musik und die vielen Quests am Rande. Bemängelt wurde das „abgedroschene“ Spielprinzip.
Von Computer Bild Spiele wurden der „abwechslungsreiche“ Spielverlauf und die „tollen Spielvariations-Möglichkeiten“ gelobt. Kritisiert wurde die „veraltete“ Optik.